# Marco Annio Libón
Marco Annio Libón (en latín: Marco Annius Libo) fue un senador romano que vivió a finales del siglo I y principios del siglo II, y desarrollo su carrera bajo los emperadores Trajano, Adriano y Antonino Pío. 

## Orígenes
Libón procedía de una familia patricia, era hijo de Marco Annio Vero, un aristócrata hispano-romano tres veces cónsul (97, 121 y 126) y de Rupilia Faustina hija del cónsul Lucio Escribonio Libón Rupilio Frugi (en 88) y de Salonina Matidia, sobrina del emperador Trajano. Libón tuvo tres hermanos, dos hermanas y un hermano, de los cuales la hermana mayor fue la emperatriz Faustina la Mayor, madre de la emperatriz Faustina la menor, y su hermana menor, cuyo nombre falta, pero se supone que era Annia, fue la esposa de Gayo Ummidio Cuadrato Sertorio Severo, cónsul sufecto en 118, mientras que su hermano fue Marco Annio Vero, padre de Marco Aurelio, y, este era, por lo tanto, su sobrino.

## Carrera
Fue cónsul en 128 como colega de Lucio Nonio Calpurnio Torcuato Asprenas, pero, aparte, casi nada se sabe de su carrera. Durante el reinado de su cuñado, Antonino Pío, fue uno de los siete testigos de un senatus consultum expedido a la ciudad de Cícico en 138, que buscaba la aprobación para establecer un corpus iuvenum para la educación de los jóvenes.

## Descendencia
Libón se casó con una mujer noble cuyo nombre se supuso como Fundania, hija del cónsul en 116 Lucio Fundanio Lamia Eliano. Se sabe que tuvieron dos hijos juntos:
- Marco Annio Libón, cónsul sufecto en 161. Se sabe que tuvo un hijo, Marco Annio Flavio Libón, cónsul ordinario en el año 204.
- Annia Fundania Faustina, esposa de Tito Pomponio Próculo Vitrasio Polión, cónsul II en 176.